# رشا الشيخ
رشا الشيخ لاعبة منتخب سوريا للرياضات الخاصة، تلعب محلياً لنادي الفتوة السوري. حصلت على العديد من الميداليات، وحققت العديد من الإنجازات على المستويين العربي والعالمي. وهي بطلة أولمبية بوزن 73كغ.

## السيرة
ولدت رشا الشيخ بمدينة دير الزور بسوريا، بدأت اللعب في عام 1999م، شاركت في العديد من البطولات الدولية والمحلية للرياضات الخاصة في كوريا الجنوبية والصين وماليزيا وأستراليا وبريطانيا والإمارات العربية المتحدة ومصر والأردن، تم تكريمها من قبل الاتحاد الرياضي بدير الزور بسوريا، كما تم تكريمها من قبل الرئاسة السورية لما حققته من إنجازات لسوريا
بدايتها في رياضة رفع الأثقال كانت في سن (22) عاماً في نادي العمال بدير الزور، حيث اختارت هناك لعبة رفع الأثقال من بين العديد من اللعبات التي عرضت عليها ، تأهّلت بعد ذلك لتمثيل المنتخب السوري في الرياضات الخاصة، وكانت تنتقل من محل اقامتها إلي مركز التدريبات الخاص بالمنتخب وكانت الرحلة شاقة إلي أن وفر لها الأتحاد وسيلة تنقل آمنة ومريحة.

## الانجازات الرياضية
شاركت رشا في العديد من البطولات محلياً ودولياً، وحصلت من خلالها على العديد من الميداليات بمختلف أنواعها ونذكر من بين انجازات رشا الشيخ الرياضية:
- 2022م- أحرزت ذهبية الماسترز والماسترز المفتوح، وفضية مجموع الرفعات (112) كغ، في بطولة أفريقيا المفتوحة للقوة البدنية التي أقيمت بالعاصمة المصرية- القاهرة.
- 1999م - أحرزت بطولة الجمهورية في دمشق.
- 2000م أحرزت ميدالية في بطولة كاس العالم بالإمارات.
- 2000م، أحرزت المركز الرابع عالميًا بوزن (73) كغ في أولمبياد سيدني باستراليا.
- 2002م- أحرزت المركز الأول في بطولة الشرق الأوسط الأفريقية التي أقيمت في الأردن.
- 2004م- حصلت على فضية البطولة الآسيوية التي اقيمت في كوانجو بالصين.
- 2006 أحرزت المركز الثالث في البطولة الآسيوية التي اقيمت في كوريا الجنوبية.
- 2008م- أحرزت المركز الثالث في أولمبياد الصين (بارالمبيك بكين).
- 2009م - أحرزت ذهبية بطولة فزاع الدولية التي أقيمت في الإمارات
- 2011م - حصلت على ذهبية ماليزيا.
- 2013م- المركز الثاني والميدالية الفضية في مسابقة القوة البدنية ضمن بطولة آسيا المفتوحة في ماليزيا.
- 2014م- أحرزت الميدالية الفضية في دورة الألعاب الآسيوية لذوي الاحتياجات الحاصة والتي أقيمت بكوريا الجنوبية.
- 2015م - أحرزت برونزية بطولة فزاع الدولية بالامارات.
- 2016م - أحرزت الميدالية الفضية في بطولة العالم في رفعات القوى للرياضات الخاصة التي أقيمت بماليزيا.